# جو چمپا
جو چمپا (انگلیسی: Jo Champa؛ زادهٔ ۲۳ ژانویهٔ ۱۹۶۸) بازیگر اهل ایتالیا - ایالات متحده آمریکا است.
از فیلم‌هایی که وی در آن نقش داشته است، می‌توان به یک خواهشی ازتون دارم، جواهرفروشی، دون خوان دی‌مارکو، در جستجوی عدالت، خانواده، یک جایی، از سیر تا پیاز و سالومه اشاره کرد.